# Anna Meares
Anna Maree Devenish Meares (Blackwater, 21 de septiembre de 1983) es una deportista australiana que compitió en ciclismo en la modalidad de pista, especialista en las pruebas de velocidad, keirin y contrarreloj. Su hermana Kerrie compitió en el mismo deporte.
Es una de las ciclistas de pista más laureadas: se proclamó dos veces campeona olímpica (Atenas 2004 y Londres 2012) y once veces campeona del mundo.

## Trayectoria
Participó en cuatro Juegos Olímpicos de Verano, obteniendo en total seis medallas: dos en Atenas 2004, oro en 500 m contrarreloj y bronce en velocidad individual, plata en Pekín 2008 (velocidad individual), dos en Londres 2012, oro en velocidad individual y bronce en velocidad por equipos, y bronce en Río de Janeiro 2016 (keirin).
Ganó 27 medallas en el Campeonato Mundial de Ciclismo en Pista entre los años 2003 y 2016.
En 2013 batió la plusmarca mundial de los 500 m contrarreloj con un registro de 32,836 s en la Copa del Mundo realizada en Aguascalientes (México), convirtiéndose en la primera mujer en bajar de los 33 s en esa prueba.
Fue la abanderada de su país en la ceremonia de apertura de los Juegos de Río de Janeiro 2016. En octubre de 2016  anunció su retirada de la competición.
En 2005 fue condecorada con la Medalla de la Orden de Australia (OAM). En 2007 y 2011 fue nombrada Deportista del Año por el Instituto Australiano de Deportes.

## Medallero internacional
| Juegos Olímpicos   | Juegos Olímpicos             | Juegos Olímpicos  | Juegos Olímpicos      |
| Año                | Lugar                        | Medalla           | Competición           |
| ------------------ | ---------------------------- | ----------------- | --------------------- |
| 2004               | Atenas (Grecia)              | Medalla de oro    | 500 m contrarreloj    |
| 2004               | Atenas (Grecia)              | Medalla de bronce | Velocidad individual  |
| 2008               | Pekín (China)                | Medalla de plata  | Velocidad individual  |
| 2012               | Londres (Reino Unido)        | Medalla de oro    | Velocidad individual  |
| 2012               | Londres (Reino Unido)        | Medalla de bronce | Velocidad por equipos |
| 2016               | Río de Janeiro (Brasil)      | Medalla de bronce | Keirin                |
| Campeonato Mundial |                              |                   |                       |
| Año                | Lugar                        | Medalla           | Competición           |
| 2003               | Stuttgart (Alemania)         | Medalla de plata  | Keirin                |
| 2004               | Melbourne (Australia)        | Medalla de oro    | 500 m contrarreloj    |
| 2004               | Melbourne (Australia)        | Medalla de plata  | Velocidad individual  |
| 2005               | Los Ángeles (Estados Unidos) | Medalla de plata  | 500 m contrarreloj    |
| 2005               | Los Ángeles (Estados Unidos) | Medalla de bronce | Velocidad individual  |
| 2006               | Burdeos (Francia)            | Medalla de plata  | 500 m contrarreloj    |
| 2007               | Palma de Mallorca (España)   | Medalla de oro    | 500 m contrarreloj    |
| 2007               | Palma de Mallorca (España)   | Medalla de bronce | Velocidad individual  |
| 2007               | Palma de Mallorca (España)   | Medalla de bronce | Velocidad por equipos |
| 2007               | Palma de Mallorca (España)   | Medalla de bronce | Keirin                |
| 2009               | Pruszków (Polonia)           | Medalla de oro    | Velocidad por equipos |
| 2009               | Pruszków (Polonia)           | Medalla de plata  | 500 m contrarreloj    |
| 2010               | Ballerup (Dinamarca)         | Medalla de oro    | Velocidad por equipos |
| 2010               | Ballerup (Dinamarca)         | Medalla de oro    | 500 m contrarrelo     |
| 2011               | Apeldoorn (Países Bajos)     | Medalla de oro    | Velocidad individual  |
| 2011               | Apeldoorn (Países Bajos)     | Medalla de oro    | Velocidad por equipos |
| 2011               | Apeldoorn (Países Bajos)     | Medalla de oro    | Keirin                |
| 2012               | Melbourne (Australia)        | Medalla de oro    | 500 m contrarreloj    |
| 2012               | Melbourne (Australia)        | Medalla de oro    | Keirin                |
| 2012               | Melbourne (Australia)        | Medalla de plata  | Velocidad por equipos |
| 2012               | Melbourne (Australia)        | Medalla de bronce | Velocidad individual  |
| 2014               | Cali (Colombia)              | Medalla de plata  | 500 m contrarreloj    |
| 2014               | Cali (Colombia)              | Medalla de plata  | Keirin                |
| 2015               | Saint-Quentin (Francia)      | Medalla de oro    | Keirin                |
| 2015               | Saint-Quentin (Francia)      | Medalla de plata  | 500 m contrarreloj    |
| 2015               | Saint-Quentin (Francia)      | Medalla de bronce | Velocidad por equipos |
| 2016               | Londres (Reino Unido)        | Medalla de plata  | Keirin                |